# Escuela Utagawa

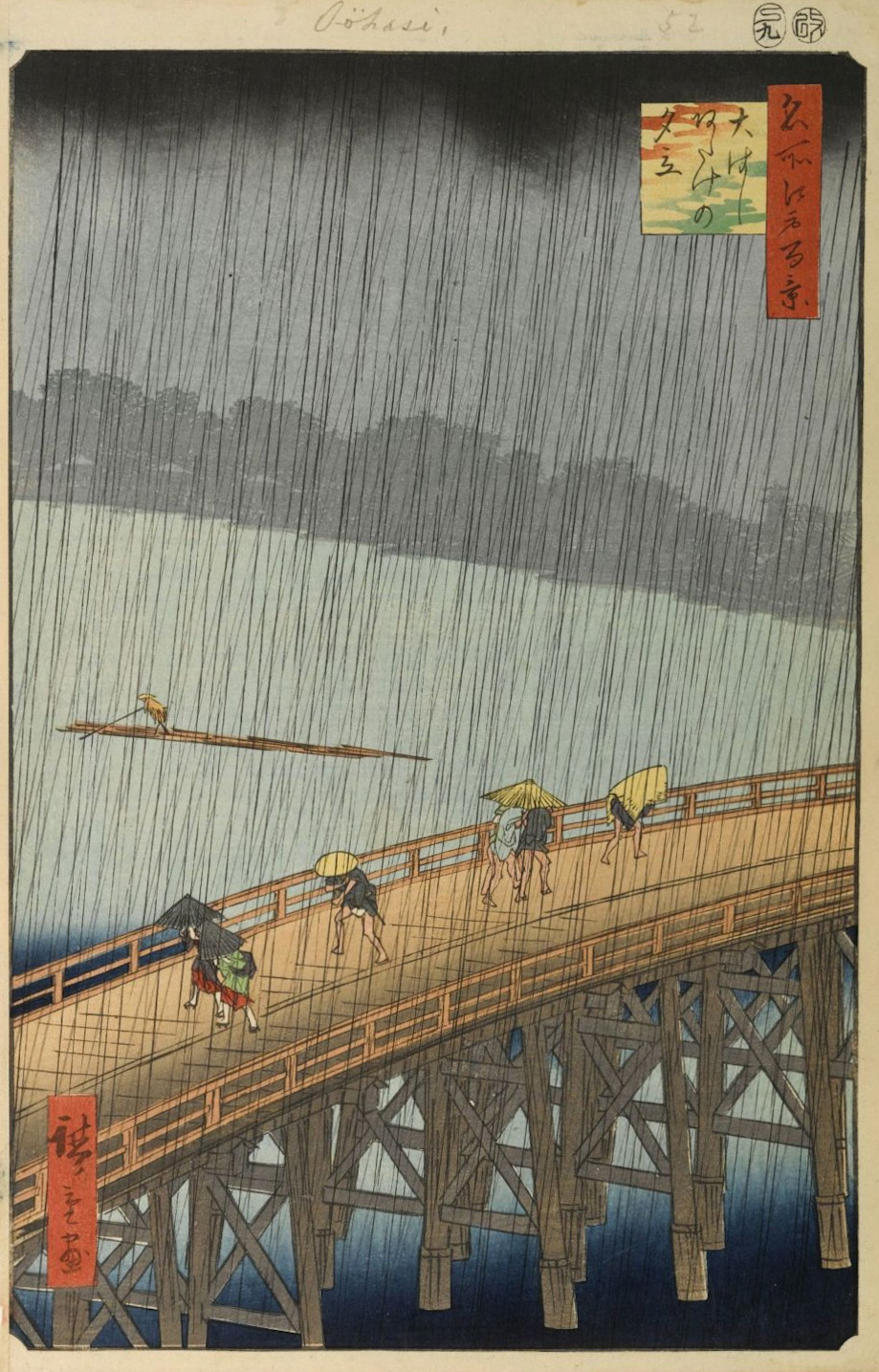
El puente Ōhashi en Atake bajo una lluvia repentina (1857), de Utagawa Hiroshige, Brooklyn Museum of Art, Nueva York.

La Escuela Utagawa de pintura se desarrolló en Japón durante el Período Edo (1603-1868). Pertenece al género de pintura en grabado ukiyo-e.

## Historia
La escuela surgió durante el Shogunato Tokugawa, en el que Japón se cerró a todo contacto exterior. La capital se estableció en Edo, futura Tōkyō. Los cristianos fueron perseguidos y los comerciantes europeos expulsados. Pese al sistema de vasallaje, proliferó el comercio y la artesanía, apareciendo una clase burguesa que fue creciendo en poder e influencia, y que se dedicó al fomento de las artes, especialmente grabados, cerámica, lacas y productos textiles. 
Se desarrolló notablemente la pintura, que adquirió gran vitalidad. Se trabajaba en diferentes formatos, desde paneles murales y biombos hasta pergaminos, abanicos y pequeños álbumes. Cobró un gran auge el grabado en madera (xilografía), surgiendo una importante industria en núcleos urbanos especializada en textos ilustrados y estampas. Inicialmente eran grabados en tinta negra sobre papel coloreado a mano, pero a mediados del siglo XVIII surgió la impresión a color (nishiki-e).
El género ukiyo-e («estampas del mundo que fluye») destacó por la representación de tipos y escenas populares. Fue un estilo de corte laico y plebeyo, eminentemente urbano, que inspirándose en temas anecdóticos y escenas de género les otorgaba un lirismo y una belleza extraordinarias, con una sutil sensibilidad y un gusto refinado de gran modernidad. Su fundador fue Hishikawa Moronobu, al que siguieron figuras como Okumura Masanobu, Suzuki Harunobu, Isoda Koryūsai, Torii Kiyonobu y Katsushika Hokusai. Varios artistas se especializaron en la reproducción de los actores del teatro popular japonés kabuki (yakusha-e, «cuadros de actores»), entre ellos Torii Kiyomasu, Torii Kiyomitsu y, sobre todo, Tōshūsai Sharaku. Otro género bastante corriente fue el bijin-ga («cuadros de mujeres hermosas»), que representaba a geishas y cortesanas en actitudes íntimas y escenas de tocador, con gran detallismo, principalmente en sus ropajes, como se denota en la obra de Torii Kiyonaga, Kitao Shigemasa, Kitagawa Utamaro y Keisai Eisen.

## Evolución

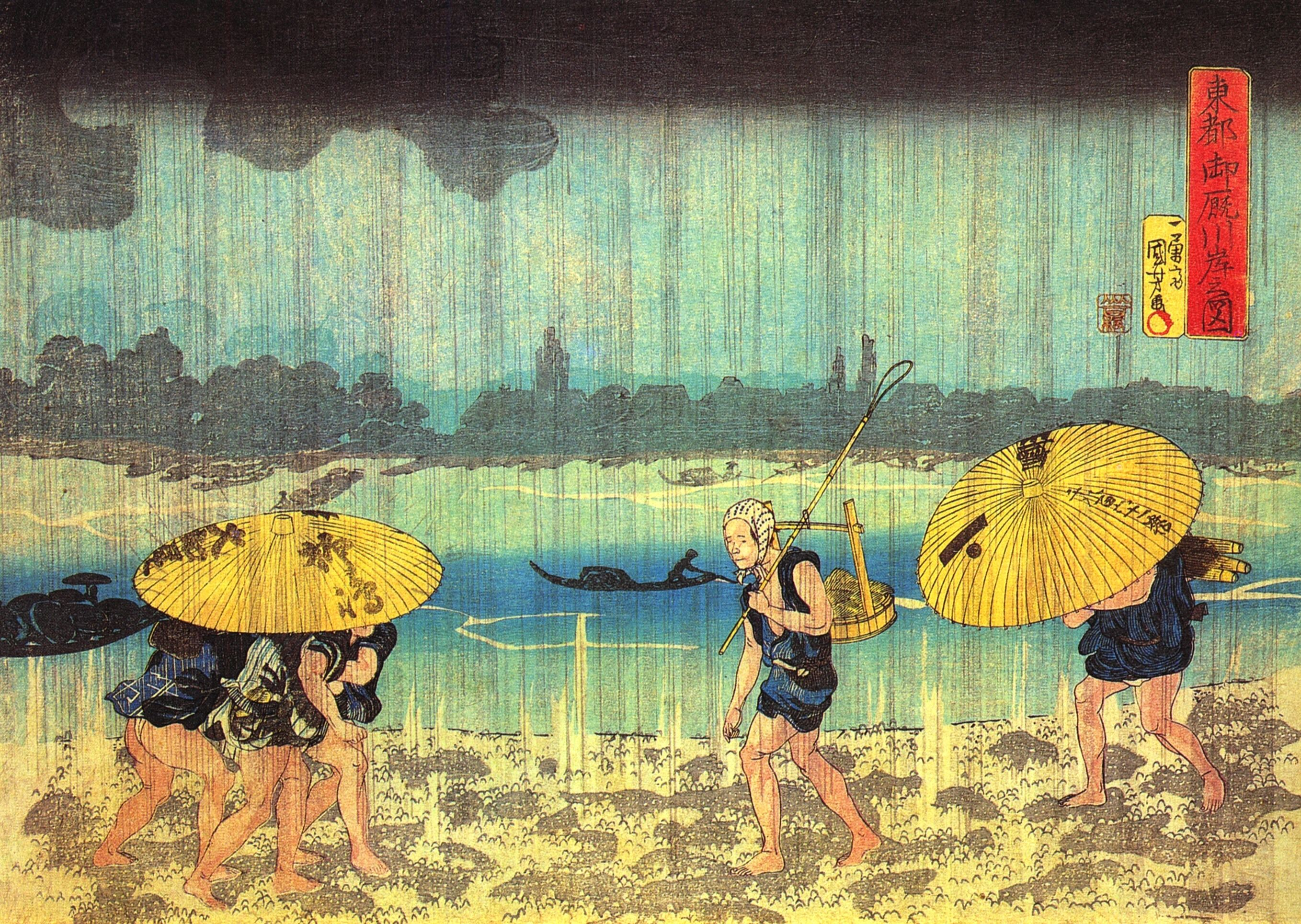
En la orilla del río Sumida, de Utagawa Kuniyoshi,.

El fundador de la escuela fue Utagawa Toyoharu (1735-1814), que se formó en la escuela Kanō antes de crear la suya propia. Sus primeros grabados seguían el estilo de Suzuki Harunobu, pero con un aire más tierno y grácil. Toyoharu  introdujo el paisajismo dentro del género ukiyo-e, aplicando la perspectiva occidental (llamada uki-e en japonés) al paisaje japonés. Desde 1799 se dedicó en exclusiva a diseñar carteles para el teatro. Discípulos suyos fueron Toyohiro y Toyokuni.
Utagawa Toyokuni (1769-1825) se inició en el bijin-ga, pasando posteriormente al género yakusha-e, del que fue uno de sus principales exponentes. Fue autor de la serie Yakusha butai no sugatae (1794-1796), que tuvo un gran éxito, llegando a considerarse sus retratos los más arquetípicos de actores de su tiempo. Su estilo era fluido y elegante, con un colorido claro y brillante, que influyó poderosamente en la posterior evolución del yakusha-e. Fueron discípulos suyos Kunimasa, Kunisada y Kuniyoshi.
Utagawa Kunimasa (1773-1810) se especializó en el género yakusha-e, donde aglutinó las enseñanzas de su maestro, principalmente en el decorativismo, con la intensidad emotiva de Tōshūsai Sharaku. Utagawa Kunisada o Toyokuni III (1786-1864) también se especializó en yakusha-e, aunque también realizó bijin-ga, con un crudo realismo y un estilo enérgico, aunque de un colorido un tanto monótono. Utagawa Kuniyoshi (1797-1861) amplió más su repertorio, representando desde yakusha-e, bijin-ga y musha-e («cuadros de guerreros»), pasando por escenas históricas y mitológicas, hasta paisajes, animales y escenas de género, con un estilo dinámico y dramático, a veces un tanto caricaturesco.

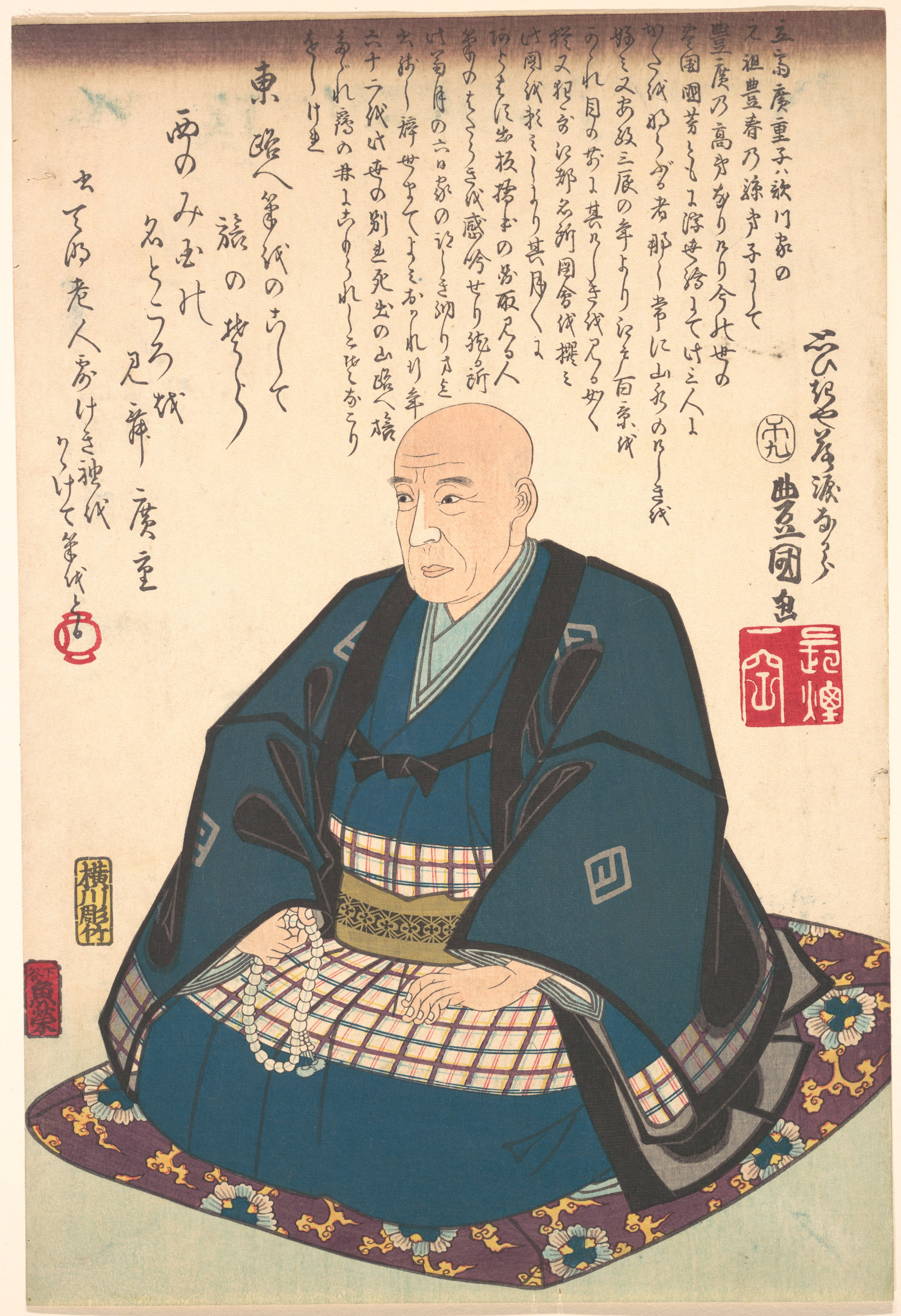
Retrato póstumo a la memoria de Hiroshige, pintado por Utagawa Kunisada.

Utagawa Toyohiro (1773-1828) estudió primero en la escuela Kanō antes de convertirse en alumno de Toyoharu. Trabajó principalmente como ilustrador de libros, especializándose en el género bijin-ga. Discípulos suyos fueron Toyokiyo, Toyokuma, Hironobu y, especialmente, el gran maestro Hiroshige, uno de los principales representantes no sólo de su escuela, sino de todo el ukiyo-e.
Utagawa Hiroshige (1797-1858) se inició en los géneros yakusha-e y bijin-ga, aunque posteriormente se especializó en el paisajismo, generalmente en formato de grabado. Su estilo se caracterizó por un gran realismo y el reflejo de la vida cotidiana y las gentes populares, así como una gran sensibilidad en el tratamiento atmosférico de sus obras y la plasmación en imágenes de estados de ánimo. Trabajó preferentemente en series de grabados, como Cincuenta y tres etapas de la ruta de Tōkaidō (1833), Famosas vistas de Kyōto (1834), Sesenta y nueve estaciones del Kisokaidō (1839) y Cien famosas vistas de Edo (1856-1858).
Las estampas de Hiroshige tuvieron una gran acogida en Occidente –donde surgió la moda del japonismo–, llegando a influir en la obra de varios artistas: queda evidenciado en algunas obras de los años 1870 de James Abbott McNeill Whistler, como Thames set y Pinturas nocturnas. También impresionó en gran medida al pintor holandés Vincent van Gogh, que realizó copias de varias obras de Hiroshige, como Japonaiserie: Puente bajo la lluvia (1887) –copia de El puente Ohashi y Atake bajo una lluvia repentina– y  Japonaiserie: Ciruelo en flor (1887) –copia de Jardín de ciruelos en Kameido–.

## Transmisión de nombres
En la escuela Utagawa, como en muchas otras escuelas japonesas, era usual la transmisión de nombres artísticos (gō) de maestros a alumnos, generalmente en orden jerárquico: cuando un maestro moría, su alumno más veterano adoptaba su nombre, y si este tenía a su vez un alumno, hacía lo propio. También era frecuente que el prefijo del gō de un alumno fuese el sufijo del nombre del maestro: así Toyohiro tuvo como discípulo a Hironobu y Hiroshige, y Toyokuni a Kunisada, Kunimasa y Kuniyoshi, que a su vez tuvo como discípulo a Yoshitoshi, y este a Toshikata.
Durante su carrera, un artista de la escuela podía llegar a tener hasta cuatro o cinco nombres, según iba subiendo en el escalafón. Tenemos por ejemplo el siguiente esquema:
- Toyokuni (I)
- Toyoshige -> Toyokuni (II)
- Kunisada (I) -> Toyokuni (III)
- Kochoro -> Kunimasa (III) -> Kunisada (II) -> Toyokuni (IV)
- Kochoro (II) -> Kunimasa (IV) -> Kunisada (III) -> Toyokuni (V)

## Miembros de la escuela

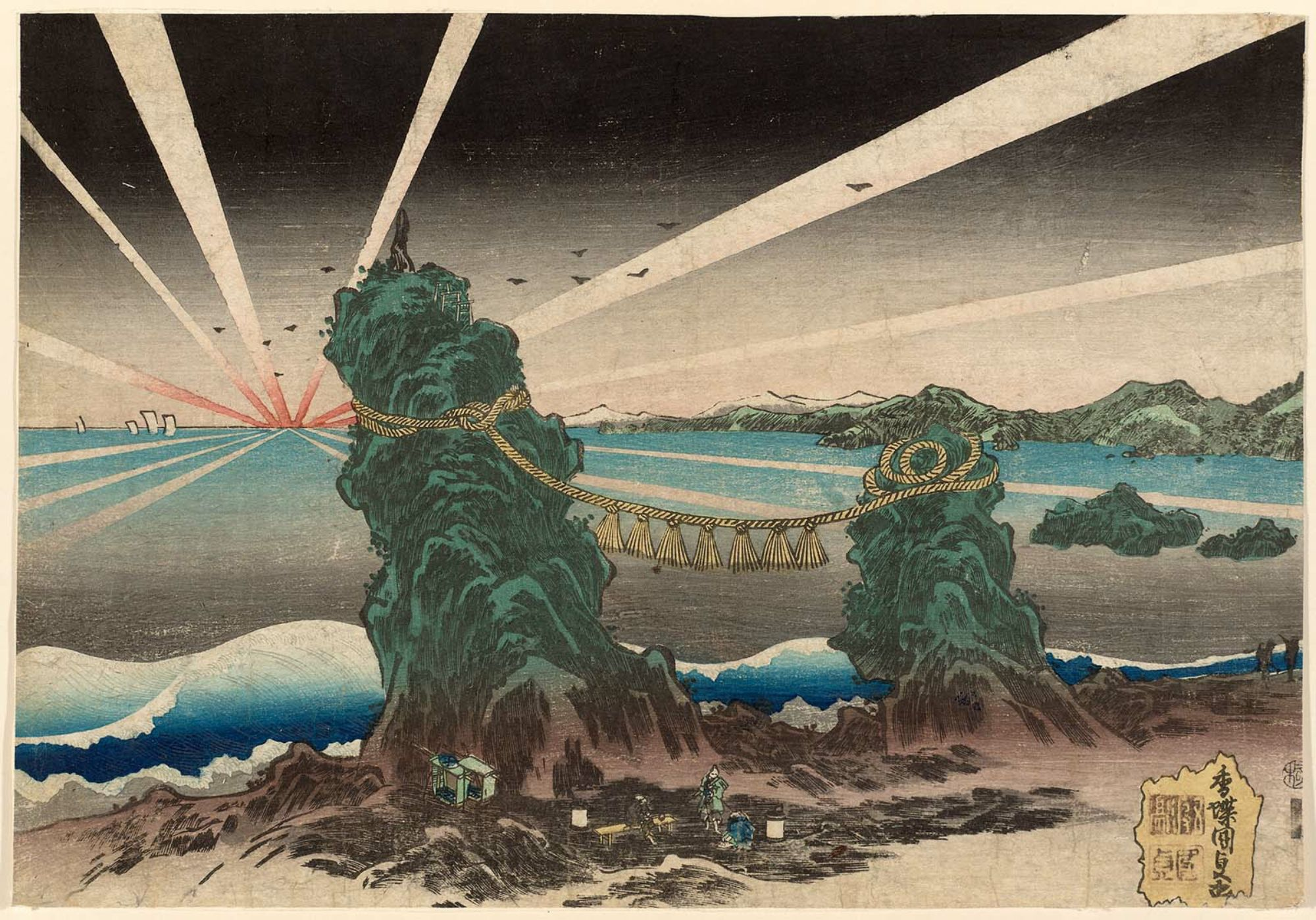
Amanecer en Futamigaura, de Utagawa Kunisada (1830).

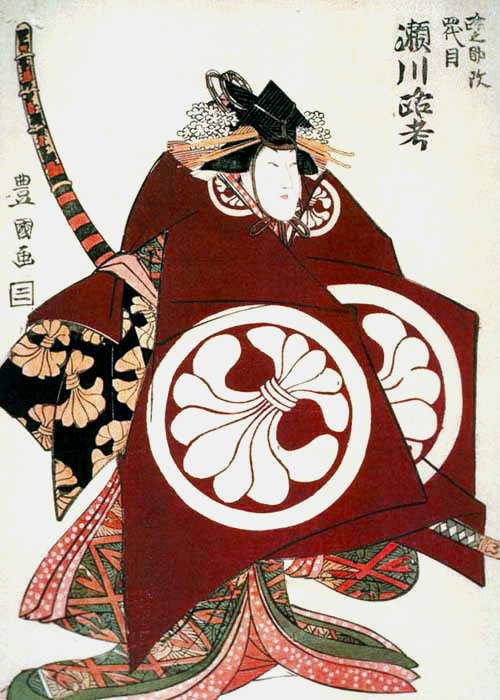
Segawa Rokō IV como Tomoe-gozen (1800), de Utagawa Toyokuni.

- Utagawa Toyoharu (fundador)
- Utagawa Toyohiro
- Utagawa Hirochika II
- Utagawa Toyokuni I
  - Utagawa Kunimasa
  - Utagawa Kunisada (Toyokuni III)
    - Utagawa Kunisada II
    - Utagawa Kunisada III
    - Utagawa Sadahide
    - Utagawa Sadakage
    - Utagawa Sadafusa
    - Utagawa Fusatane
    - Utagawa Sadahiro
    - Utagawa Kuniteru II
    - Utagawa Kunimasu I (Sadamasu)
    - Utagawa Sadayoshi
    - Utagawa Kunihisa II
    - Utagawa Kunichika
    - Utagawa Kuniaki I
    - Utagawa Kuniaki II
    - Utagawa Kunimasa IV
    - Utagawa Kokunimasa
    - Utagawa Kunisato
    - Utagawa Kunitoshi

  - Utagawa Toyokuni II (Toyoshige)
    - Utagawa Kunitsuru
    - Utagawa Kunimatsu
    - Utagawa Kuniteru III

  - Utagawa Kunimaru
  - Utagawa Kuniyasu
  - Utagawa Kuninao
  - Utagawa Kuniyoshi
    - Utagawa Yoshimune
    - Utagawa Yoshiume
    - Utagawa Yoshitsuya
    - Utagawa Yoshifuji
    - Utagawa Yoshiharu
    - Utagawa Yoshitoyo
    - Utagawa Yoshimori
    - Utagawa Yoshimasa
    - Utagawa Yoshitora
    - Kawanabe Kyōsai
      - Hayakawa Shōzan

    - Utagawa Yoshiiku
      - Kobayashi Ikuhide

    - Utagawa Yoshitama
    - Utagawa Yoshifusa
    - Utagawa Yoshitoshi
    - Utagawa Yoshikata
    - Utagawa Yoshikatsu
    - Utagawa Yoshijo
    - Utagawa Yoshinobu
    - Utagawa Yoshitorijo
    - Utagawa Yoshitsuna
    - Utagawa Yoshitsuru
    - Utagawa Yoshikazu
    - Utagawa Yoshitomi

  - Utagawa Kunikiyo
  - Utagawa Kunihisa
  - Utagawa Kunitora
  - Utagawa Kuniteru I
  - Utagawa Kunihiro
  - Ryūsai Shigeharu
  - Utagawa Kunikage
  - Utagawa Kuninaga
- Utagawa Hiroshige (Andō Hiroshige)
  - Utagawa Hiroshige II (Shigenobu)
  - Utagawa Hiroshige III
  - Risshō II
  - Shōsai Ikkei
  - Utagawa Shigemaru
  - Utagawa Shigekiyo
  - Utagawa Hirokage